# Carignano (Parma)
Carignano è una frazione di 939 abitanti del comune di Parma, appartenente al quartiere Vigatto.
La frazione è situata 9,82 km a sud-ovest del centro della città.

## Geografia fisica
Carignano sorge in una zona a vocazione agricola a poca distanza dalle prime colline appenniniche, nella fascia di territorio compresa tra i torrenti Cinghio e Baganza.

## Storia
Il territorio di Carignano risultava abitato già in epoca preistorica, come testimoniato dal ritrovamento di alcuni reperti risalenti al neolitico e all'età del bronzo.
Secondo una fonte, da Carignano ebbero origine i Garagnani, il cui nome derivò proprio dal toponimo del paese, e che nel 964 ne furono investiti col titolo marchionale da parte del vescovo di Parma Oberto.
Il borgo di Carniani, con la sua pieve edificata probabilmente nel X secolo, fu menzionato l'11 giugno 1005, nell'Ordo Archipresbiterorum Plebium voluto dal vescovo di Parma Sigefredo II.
Caregnani fu nominata anche il 2 giugno 1195, in un documento.
Nei primissimi anni del XV secolo la zona di Carignano, Corcagnano, Vigatto e Alberi, ove era presente anche un castello, apparteneva ai Rossi; durante gli scontri con Ottobuono de' Terzi, nel 1403 i borghi furono depredati dalle sue truppe e sottratti al dominio rossiano.
Nel 1499 a Carignano si svolse una cruenta battaglia tra i parmigiani, che avevano rivendicato la propria indipendenza dall'Aurea Repubblica Ambrosiana, e le truppe milanesi guidate da Alessandro Sforza; lo scontro si concluse con la resa dei primi.
Nel 1650 il duca di Parma Ranuccio II Farnese assegnò i feudi di Felino e Carignano ai marchesi Lampugnani, probabili committenti nel XVI secolo dell'odierna villa Malenchini; la famiglia mantenne i diritti su Carignano fino agli inizi del XVIII secolo, quando alienò la villa con le sue terre al medico Giuseppe Cervi.
Per effetto di decreti napoleonici, Carignano divenne nel 1806 frazione del nuovo comune (o mairie) di Vigatto, che nel 1943 fu annesso a quello di Parma, ma fu nuovamente istituito nel 1951, per essere definitivamente soppresso nel 1962 e divenire in seguito quartiere autonomo.

## Monumenti e luoghi d'interesse

### Chiesa di San Pietro Apostolo

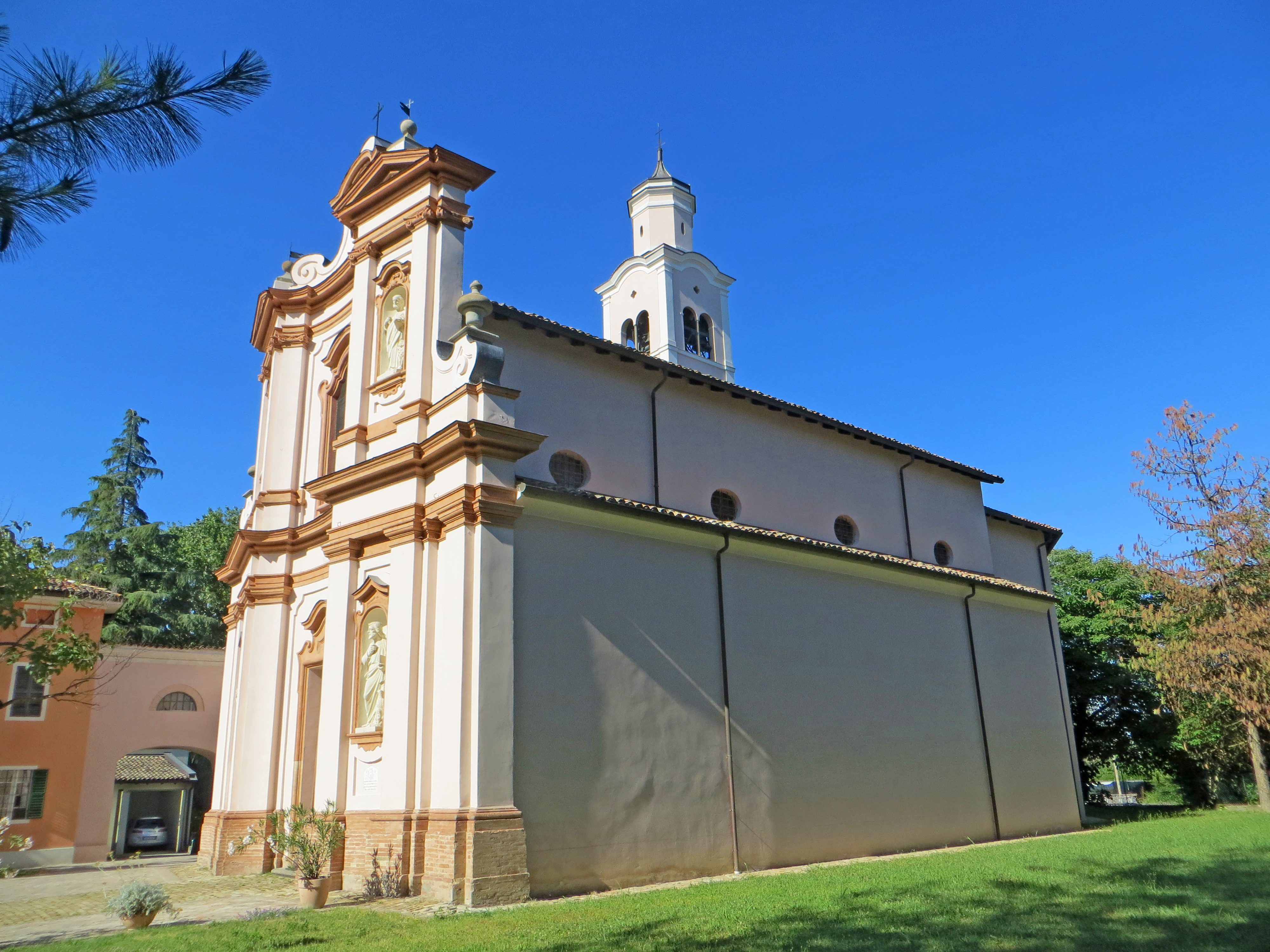
Chiesa di San Pietro Apostolo

Menzionata per la prima volta nel 1005, la pieve fu completamente ricostruita in stile barocco nel 1712 per volere di Giuseppe Cervi e arricchita dalla monumentale facciata nel 1741; decorata internamente nel 1937 da Anselmo Govi, fu completamente restaurata negli esterni tra il 2015 e il 2016; l'interno, sviluppato su un impianto a navata unica affiancata da tre cappelle per lato, conserva una pregevole pala d'altare raffigurante il Martirio di san Pietro, dipinta da Gaetano Gandolfi nel 1770.

### Villa Malenchini

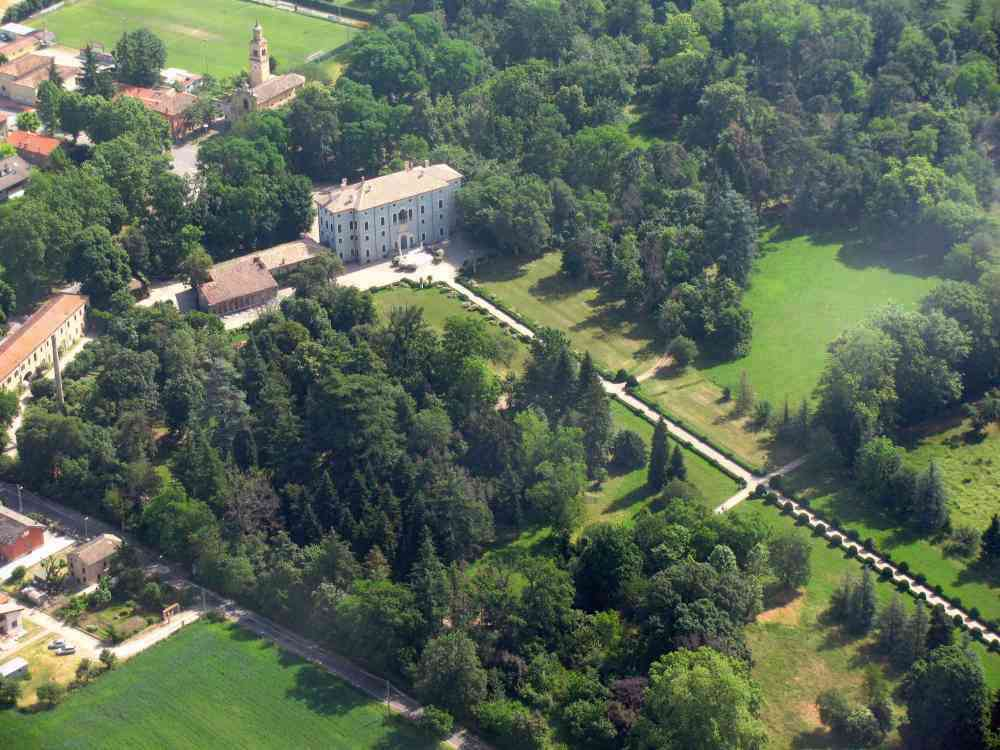
La Villa Malenchini e il suo parco

Costruita probabilmente nel XVI secolo per volere dei marchesi Lampugnani, la villa rinascimentale fu acquistata alla fine del XVII secolo da Giuseppe Cervi, che la lasciò alla nipote Orsola, moglie di Giuseppe Maria Corradi; decorata in stile rococò nel XVIII secolo e ampliata con l'aggiunta dei due corpi laterali agli inizi del XIX, fu alienata nel 1808 dai marchesi Corradi Cervi agli Zileri, conti dal 1836, che la rivendettero nel 1878 al marchese Monticelli; acquistata nel 1882 da Lodovico Peirano, fu comprata alla fine del secolo dal conte Edilio Raggio, che la donò alla figlia Fortuny, moglie del marchese Luigi Malenchini. L'edificio barocco, circondato da un parco all'inglese di 15 ettari e preceduto da un viale di 1500 m, conserva vari ambienti riccamente decorati, tra cui tre sale ornate sulle volte con affreschi rinascimentali a grottesche realizzati da Cesare Baglioni e dalla sua scuola.

### Villa Pero
Costruita in stile neoclassico nel 1806 per volere di Gaetano Gambara, la villa fu alienata nel 1858 ai marchesi Manara, che pochi anni dopo la rivendettero al conte Giulio Zileri Dal Verme, al quale apparteneva anche la vicina villa barocca; come quest'ultima, fu in seguito acquistata da Ludovico Peirano, per pervenire successivamente ai marchesi Malenchini; affittata per anni alla famiglia Ortalli, fu venduta nel 1958 a Giuseppe Pero, che la restaurò completamente. L'edificio, sviluppato su una pianta rettangolare, si erge su tre livelli fuori terra, con finestre decorate da cornici; la simmetrica facciata, raggiungibile attraverso un viale rettilineo alberato, presenta il portale d'ingresso centrale, sormontato da un balconcino al piano nobile; in sommità si erge nel mezzo del tetto un'altana, decorata con lesene e nicchie; all'interno, l'androne centrale passante dà accesso alle sale laterali.

## Cultura

### Eventi
Nel parco della villa Malenchini, si tiene a inizio maggio la manifestazione "De gustibus", esposizione-mercato riguardante eccellenze gastronomiche, vivaistiche e di artigianato artistico.
Ogni anno, la prima domenica di ottobre si svolge nel centro del paese la sagra della Madonna del Rosario.

## Sport
La locale squadra di calcio US Carignano milita nel campionato di Promozione.